# Ejner Midtgaard
Ejner Midtgaard (1. februar 1891 i Ribe-?) var en dansk kommis, resturatør og atlet.[kilde mangler]
Midtgaard flyttede fra Aarhus til København i foråret 1915. Han var medlem af Vordingborg AC da han samme år aftjente sin militærtjeneste og og fra 1916 AIK 95 i København[kilde mangler]. 1918 og 1919 tilhørte han med 45,52/48,39 og henholdsvis en 7. og 8. plads på verdensranglisten de bedste i verden i hammerkast[kilde mangler], trots at han sammenlignet med andre hammerkaster ikke var særlig stor. Han satte dansk rekord med 48,39 i 1919 (stadig klubrekord i AIK) og blev samme år som den første dansker engelsk mester med et kast på 43,99, derefter blev han professionel instruktør og virkede som træner frem til 1935.[kilde mangler]
En af datidens store trænerkapaciteter, den svenske kastetræner Anders Wilhelm Kreigman var Midtgaards træner 1917-1919.[kilde mangler]

## Danske mesterskaber
- Guld   1919  Hammerkast 47,42
- Guld   1918  Hammerkast 44,33
- Bronze  1917  Hammerkast 38,21
- Sølv 1916  Hammerkast 39,65
- Bronze  1914  Hammerkast 33,26

## Personlig rekord
- Hammerkast: 48,39  Jönköping, Sverige  9 juni 1919